# 亀割峠防災
亀割峠防災（かめわりとうげぼうさい）は、鹿児島県霧島市福山町福山から同市国分敷根に至る事業中の国道220号の道路防災事業である。

## 概要
霧島市福山町福山から同市国分敷根の延長2.3 kmにおいて斜面崩壊等の災害による通行止めを回避し、災害時の避難・支援路、日常生活や地域産業の輸送ルートとして信頼性の高いルートの確保を目的とした防災事業である。

### 路線データ
- 起点 : 鹿児島県霧島市福山町福山[1]
- 終点 : 鹿児島県霧島市国分敷根[1]
- 延長 : 2.3 km[1]
- 道路規格 : 第3種第2級[1]
- 道路幅員 : 12.0 m[1]
- 車線数 : 2車線[1]
- 車線幅員 : 3.25 m[1]
- 設計速度 : 60 km/h[1]

## 沿革
- 2021年（令和3年）度 : 事業化[1]。
- 2024年（令和6年）8月25日 : 着工[2]。